# 彰驿站街道
彰驿站街道，是中华人民共和国辽宁省沈阳市铁西区下辖的一个乡镇级行政单位。

## 行政区划
彰驿站街道下辖以下地区：
彰驿社区、彰驿站村、朴坨子村、双树坨子村、前庙三台村、中庙三台村和蔡家台村。